# An Assisted Elopement (film 1912 Campbell)
An Assisted Elopement è un cortometraggio muto del 1912 diretto da Colin Campbell.

## Produzione
Il film fu prodotto dalla Selig Polyscope Company.

## Distribuzione
Distribuito dalla General Film Company, il film - un cortometraggio in una bobina - uscì nelle sale cinematografiche statunitensi il 4 ottobre 1912.

### Conservazione
Copia della pellicola si trova conservata negli archivi della Library of Congress di Washington.